# Synedoida howlandii
Synedoida howlandii är en fjärilsart som beskrevs av Augustus Radcliffe Grote 1864. Synedoida howlandii ingår i släktet Synedoida och familjen nattflyn. Inga underarter finns listade i Catalogue of Life.